# قطعنامه ۱۶۴۴ شورای امنیت
قطعنامه  ۱۶۴۴ شورای امنیت سازمان ملل متحد که در تاریخ ۱۵ دسامبر ۲۰۰۵ تصویب شد، سندی بین‌المللی دربارهٔ بررسی وضعیت خاورمیانه است. این قطعنامه طی نشست ۵۳۲۹ام با ۱۵ رای موافق، ۰ مخالف و ۰ ممتنع تصویب شد.